# デンドロビウム・ディカエオイデス
デンドロビウム・ディカエオイデス Dendrobium dichaeoides Schltr. はセッコク属のラン科植物。小柄な棒状の偽鱗茎を生じ、小さな花を短い柄の先に密生してつける。

## 特徴
小型の着生植物。偽鱗茎は棍棒状で目立たないながら4本の稜があり、長さは5～13cmになる。偽鱗茎は半ば垂れ下がるように伸びる。葉は2列に着き、長楕円状披針形をしており、長さ1.5～2.5cmで同一平面上に並ぶ。また葉の裏には紫色の脈がある。
花期は冬で、花茎は葉のない偽鱗茎から生じ、数本が出る。花茎は短く、その先に多数の花を密集してつける。個々の花は径が約1cm。花柄は偽鱗茎の先端近くから出て1つの花柄に4～10輪を咲かせる。花の色は赤紫。

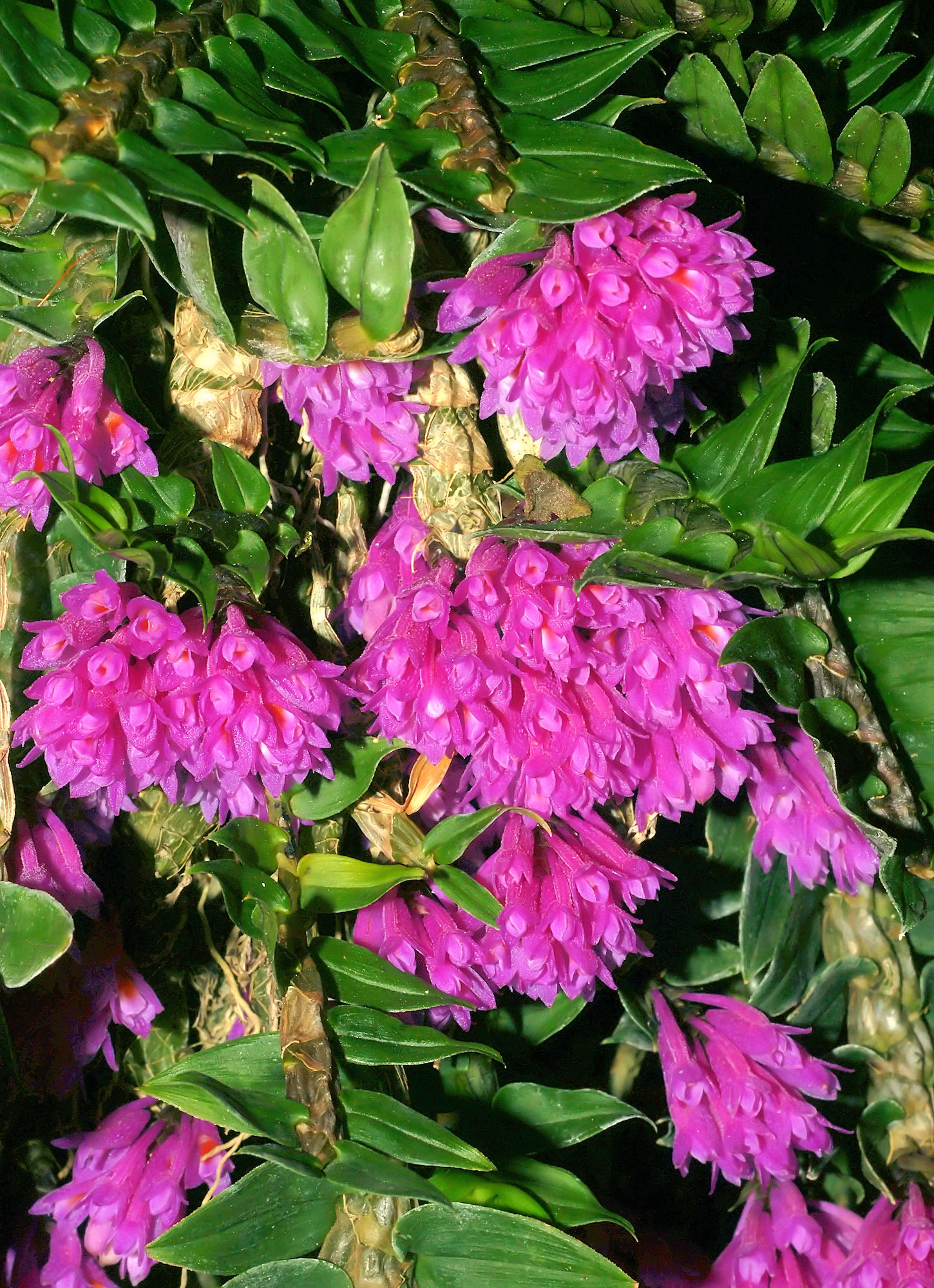
花の咲いている株の様子
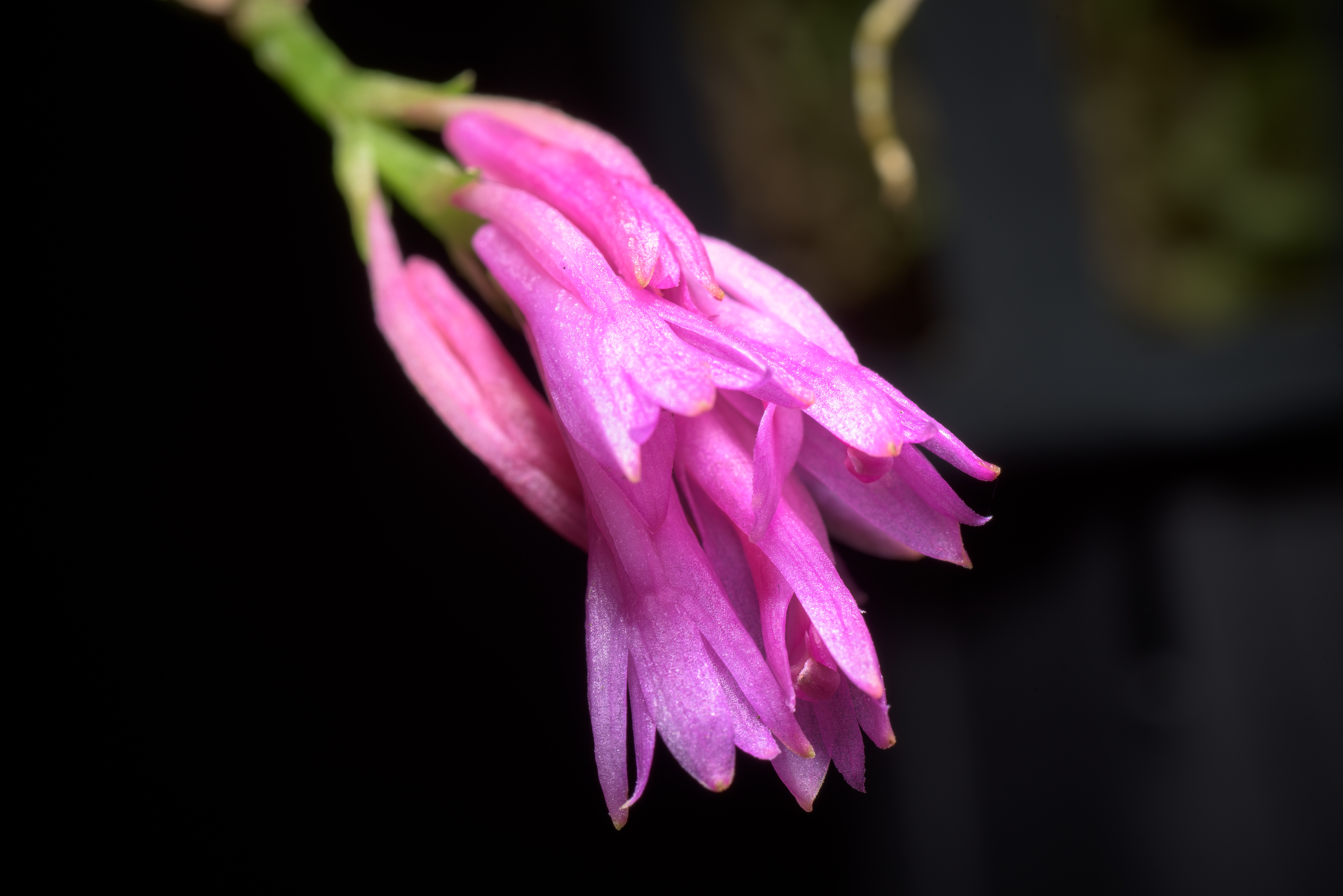
花序の形を示す
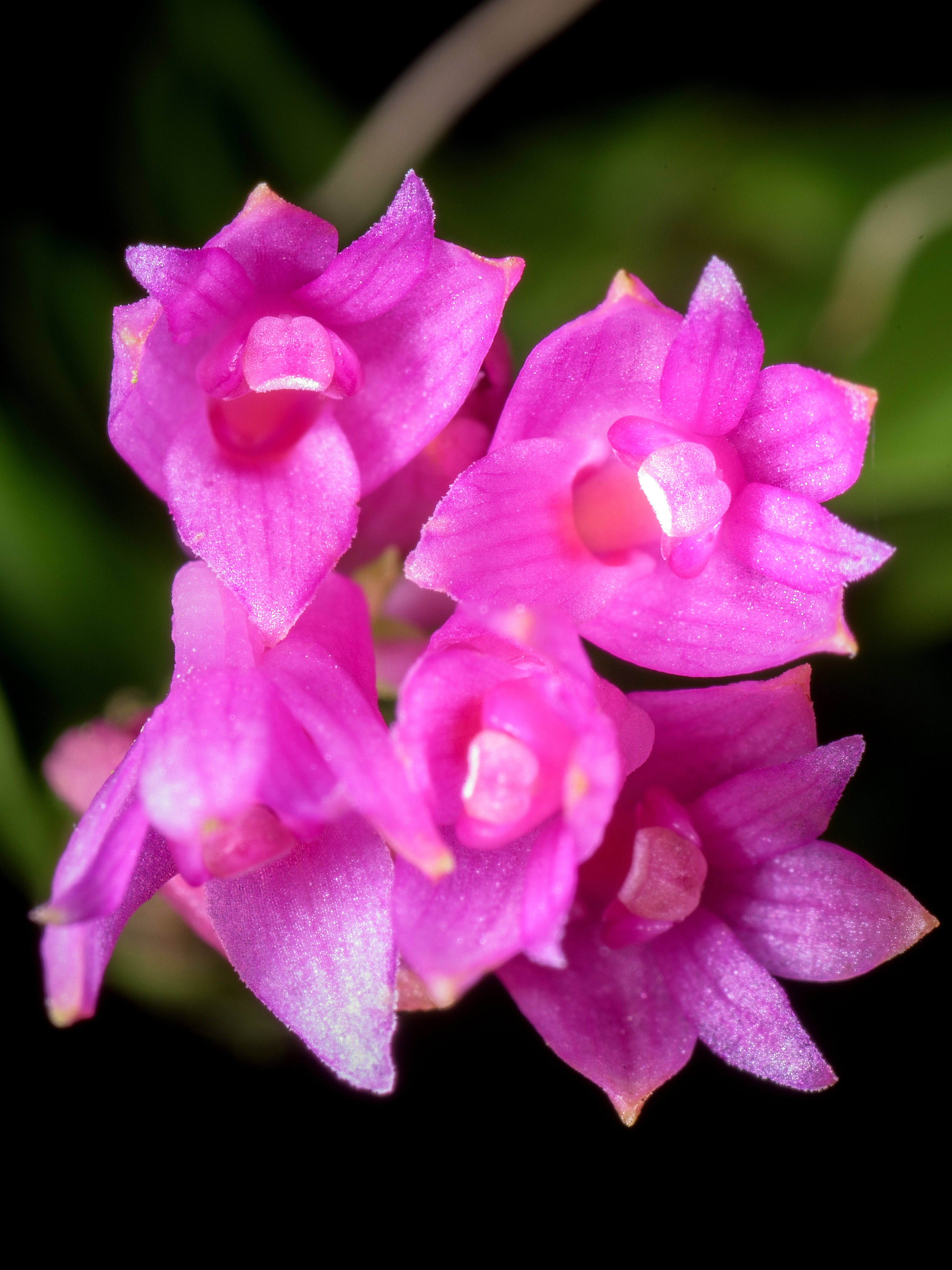
花の拡大像

## 分布と生育環境
ニューギニアに分布し、海抜100～2500mの地域に産する。

## 利用
洋ランの1つとして栽培される。ただし熱帯の高標高域のものであり、いわゆるクールタイプに属するもので夏の暑さには弱く、また乾燥にも弱い。